# Eublemma pallescens
Eublemma pallescens là một loài bướm đêm trong họ Erebidae.